# Horama plumosa
Horama plumosa là một loài bướm đêm thuộc phân họ Arctiinae, họ Erebidae.